# Hôtel Hubaud

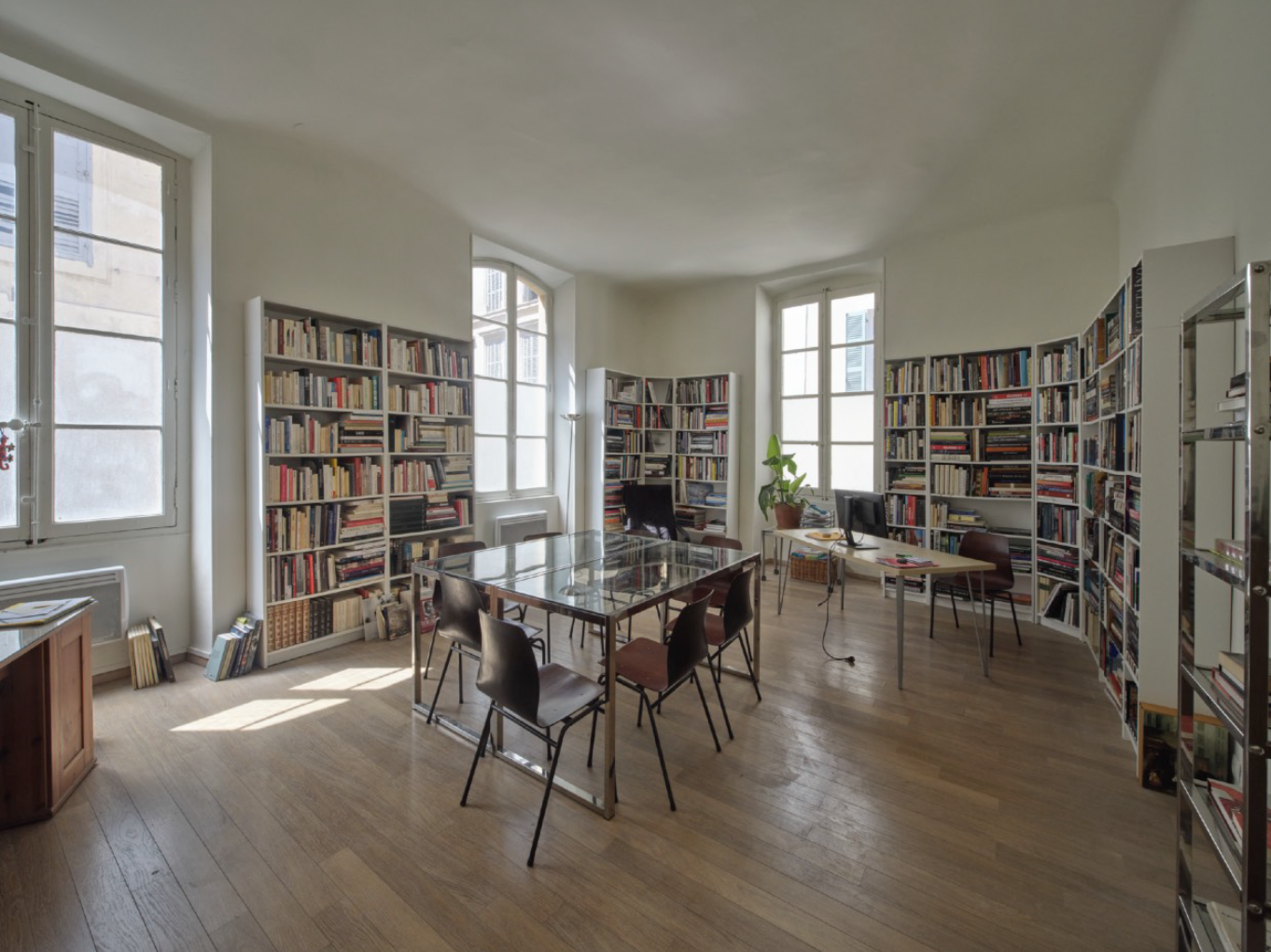
Photo copyright Manolo Mylonas

 (novembre 2022).
Si vous disposez d'ouvrages ou d'articles de référence ou si vous connaissez des sites web de qualité traitant du thème abordé ici, merci de compléter l'article en donnant les références utiles à sa vérifiabilité et en les liant à la section « Notes et références ».
 (novembre 2022).
 (novembre 2022).
L'Hôtel Hubaud est un ancien hôtel particulier situé dans le 1er arrondissement de Marseille, en France.

## Localisation
L'hôtel est situé dans le 1er arrondissement de Marseille, au 38 rue Longue-des-Capucins.

## Historique
Le bâtiment construit dans la première moitié du XVIIIe siècle est inscrit au titre des monuments historiques en 1943.
Lorsqu’elle sort de ses remparts moyenâgeux au XVIIe siècle et s’agrandit vers l’Est, la ville de Marseille investit naturellement l’espace au-delà de la Canebière et du Cours nouvellement créé. 
« Dès 1669, le marchand Antoine Simon achète un terrain aux Lazaristes à l’angle de la rue Thubaneau et de la rue Longue-des-Capucins, et y fait construire entre 1670 et 1688 un premier hôtel particulier avec jardin sous la houlette de Pierre Chevalier de Soissons » précise Dominique Milherou.  
Sa fille, qui avait épousé Maurice Grimaldi, comte de Bueil, intendant des Galères, vend l’hôtel à Barthélémy Boyer, courtier royal. Victime de la peste, celui-ci meurt en 1721. Sa demeure passe aux mains du doyen du collège des médecins, Jean-Joseph Michel, qui le transforme au goût du jour en 1739 avec la façade ornée d’une jolie tête de femme sur un mascaron au-dessus d’un balcon.  
Jean-Joseph Michel donne ses prénom et nom au bâtiment, puisqu’il devient tantôt l’hôtel de Jean-Joseph, tantôt l’hôtel du médecin Michel, témoin de l’architecture Rocaille du quartier de Belsunce. « De ces exemples un morceau d’exception se détache. Au 38, rue Longue-des-Capucins, le médecin Michel propose, vers 1740, un portail non seulement d’une rare richesse décorative, refends, mascaron, arabesques charnues, mais qui s’ouvre dans un puissant massif de maçonnerie arrondi, en forte saillie sur la rue, montant de fond jusqu’au large balcon renflé du bel étage, délicieusement ciselé. Un baroque insolent ! ». 
Quelques années plus tard, Louis Hubaud, commerçant en huile, achète la demeure et appose ses initiales L. H. au centre du balcon en fer forgé. L’hôtel particulier prend son nom actuel d’hôtel Hubaud. Il reste dans la même famille Hubaud de 1767 à 1937.   
Entre 1940 et 1945, l’architecte Fernand Pouillon installe son agence créée avec René Egger au deuxième étage de l’immeuble, avant de déménager en 1952 au Building Canebière.  
Le 16 septembre 1943, les façades, les toitures sur rue et la rampe d’escalier sont inscrits à l’Inventaire des Monuments historiques et, le 29 octobre de la même année, c’est le tour de la façade sur cour.  
Un lieu de coworking en Histoire de l’Art
Depuis 2018, l’hôtel Hubaud se transforme en lieu culturel, à la fois bibliothèque d’histoire de l’art et espace de coworking en histoire de l’art à destination des écrivains, critiques et journalistes.  

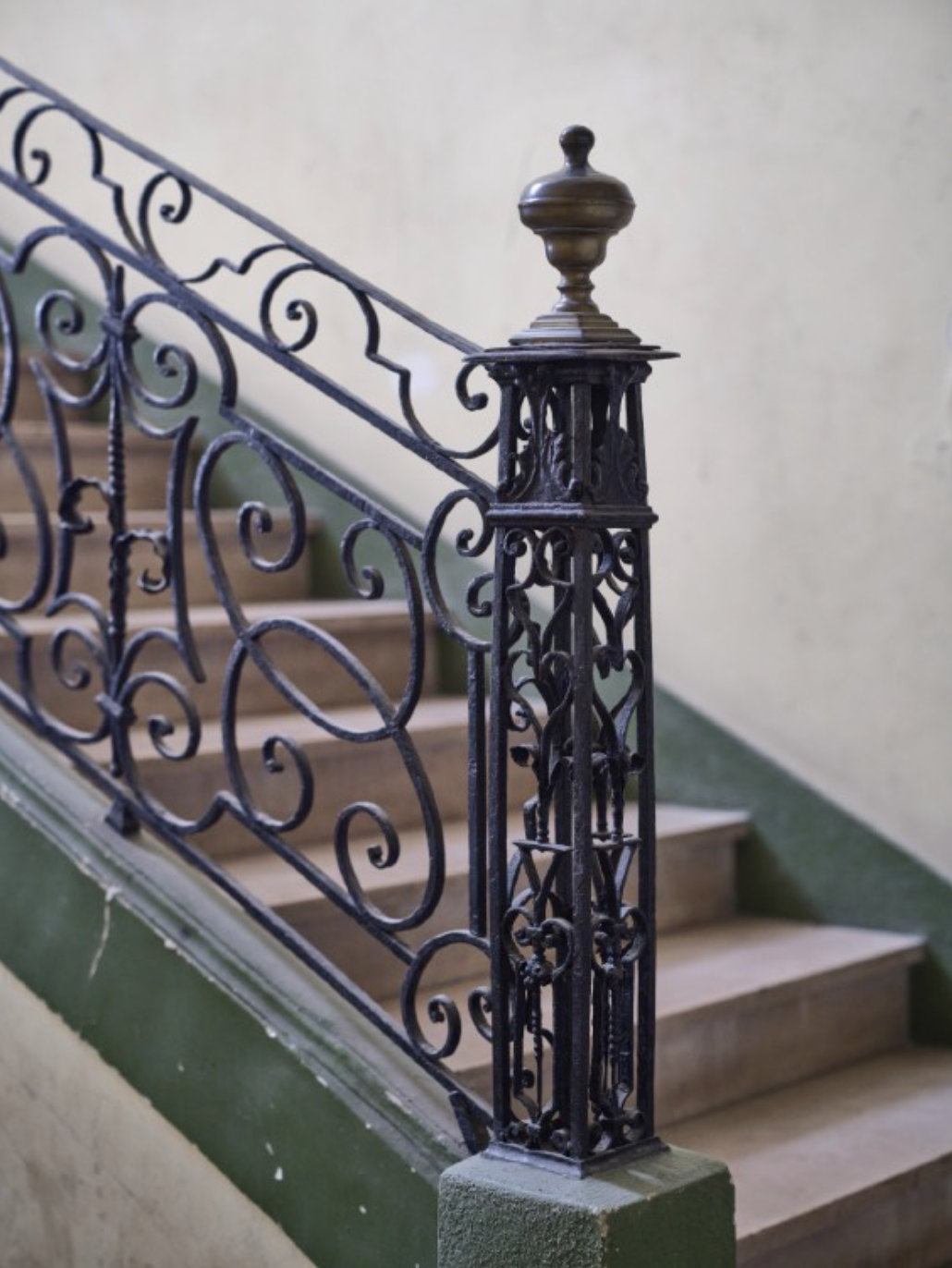
Détail de la cage d'escalier de l'Hôtel Hubaud.

Ce projet de lieu culturel sur 3 étapes est élu trophée « L’œuvre culturelle de l’année » 2021 du journal Le Méridional. 